# Liste der Flugplätze in Tuvalu

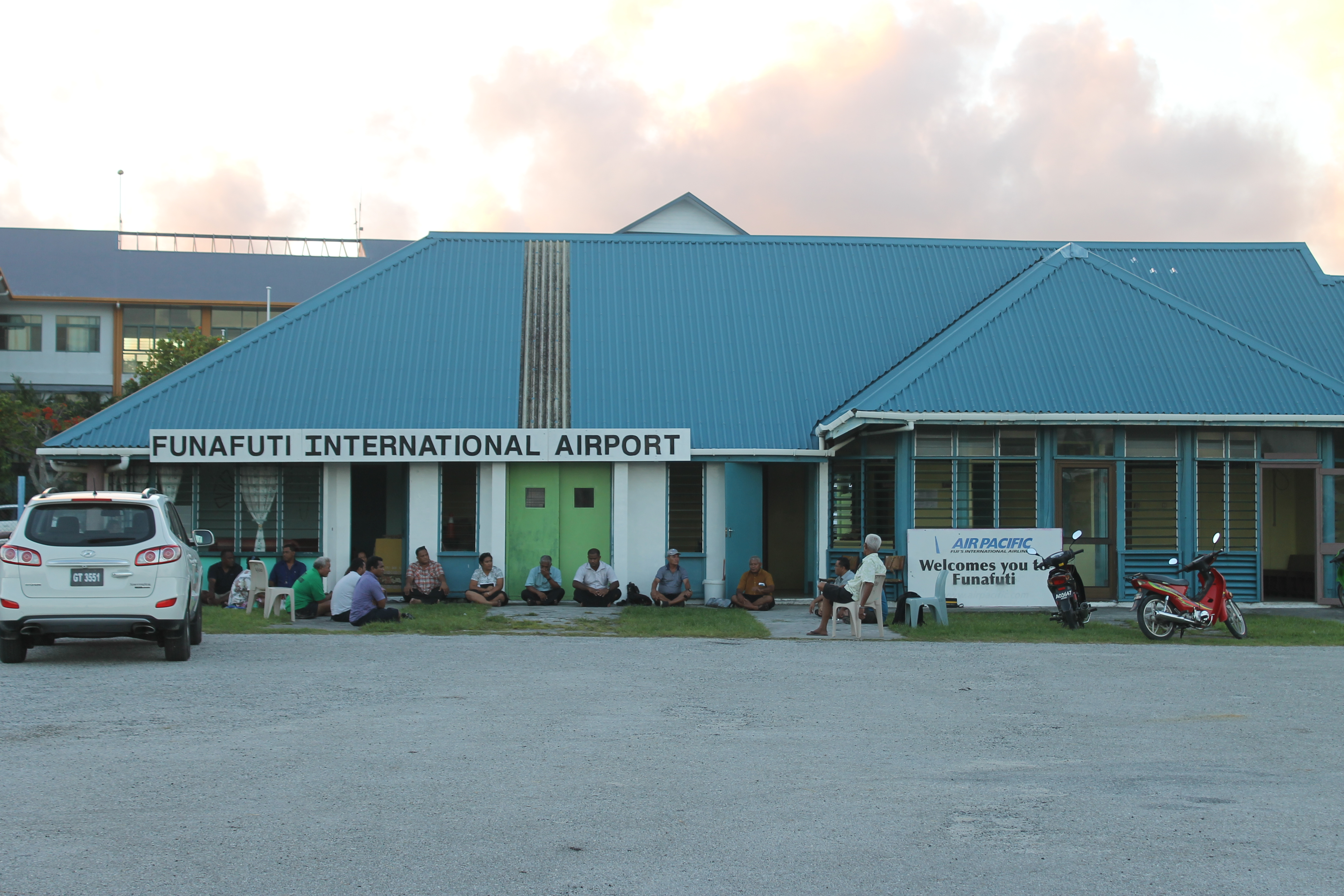
Funafuti International Airport

Dies ist eine Liste aller Flugplätze in Tuvalu, einem Inselstaat im Pazifischen Ozean.
| Stadt     | IATA-Code | ICAO-Code | Name des Flugplatzes              | Koordinaten                  |
| --------- | --------- | --------- | --------------------------------- | ---------------------------- |
| Funafuti  | FUN       | NGFU      | Flughafen Funafuti International  | 8° 31′ 31″ S, 179° 11′ 45″ O |
| Nanumea   | —         | —         | Flugplatz Nanumea (stillgelegt)   | 5° 41′ 0″ S, 176° 7′ 44″ O   |
| Nukufetau | —         | —         | Flugplatz Nukufetau (stillgelegt) | 8° 3′ 54″ S, 178° 22′ 38″ O  |

- Karte mit allen Koordinaten:
- OSM |
- WikiMap